# Rui Júnior
Rui Júnior é um compositor e percussionista português.

## Percurso
Dirige o Projecto de Percussões "Tocá Rufar" – um grupo de 300 jovens percussionistas -criado para apresentar um espectáculo na Expo’98, integrado na Programação Prioritária Nacional, representativo do instrumento tradicional português "O Bombo".
Acompanhou espectáculos e participou em diversas obras discográficas de artistas portugueses como Júlio Pereira, Fausto, José Afonso, José Mário Branco, Sérgio Godinho, Janita Salomé, Vitorino, Rão Kyao, Jorge Palma, António Pinho Vargas, Amélia Muge, João Afonso e Carlos Barretto, entre outros. É regularmente convidado, como músico instrumentista, a participar em diversos projectos musicais, no estrangeiro.
Excertos dos seus álbuns foram utilizados em “Canto Luso” - Companhia Nacional de Bailado - coreografia de Dave Fielding, Rui Lopes Graça e Armando Maciel (1998) e em “Mazurca Fogo”, Wuppertaler Tanztheater - coreografia de Pina Bausch para o Festival dos 100 dias – Expo’98.
Como compositor para bailado, Rui Júnior é autor de:
"See Under X" - Ballet Gulbenkian - com coreografia de Itzig Galili - 1997
"Joy Stick" – Companhia de Dança de Almada com coreografia de Maria Franco - 2001
Como Director artístico Rui Júnior é coordenador de:
"O Dia do Meio da EXPO’98 – A Festa dos Tambores", evento que envolveu cerca de 800 intervenientes;
"Dia de Portugal" na Expo2000 Hannover, com a participação de 21 grupos musicais;
“Euforia 2001 Merceyside Street Festival” – envolvendo 70 artistas de 8 companhias de países distintos, nas áreas da música, dança e teatro - Liverpool – Inglaterra 2001;
Em Portugal, Rui Júnior é frequentemente solicitado para realizar acções de formação e dirigir espectáculos de fusão, envolvendo grupos tradicionais de “Zés Pereiras”, grupos de “Bombos de Lavacolhos” e Escolas de Samba, entre outros.

### Actividades na área da formação
Director da Escola de Música Tocá Rufar
Director e autor das acções de formação “Oficinas de Percussão Tocá Rufar”
— Este programa de iniciação musical na área da percussão tradicional portuguesa, desenvolvido desde 1996 por Rui Júnior, envolve actualmente mais de 50 Entidades, entre Escolas do Ensino Básico 1º, 2º e 3º ciclos, Escolas Superiores de Educação, Estabelecimentos de Ensino e infantários particulares, e Associações Culturais e Recreativas, em Portugal e no estrangeiro. Em Portugal, desde o início de 2000 e com o apoio do IPAE e das Autarquias, têm sido realizadas as Oficinas de Percussão para milhares de jovens em idade escolar. Em Inglaterra - Londres e Liverpool, foram igualmente realizadas oficinas de percussão em escolas e associações, envolvendo nalguns casos as comunidades portuguesas e jovens lusodescendentes.

### Outras actividades
Administrador do Centro de Artes e Ideias Sonoras
Presidente da A.D.A.T. - Associação dos Amigos do Tocá Rufar
Director da Companhia WOK – Ritmo Avassalador

## Discografia
- "Rui Júnior e O Ó Que Som Tem?” - 1983
- "Ó Tambor” – 1996[5]
- "O Mundo Não Quer Acabar" - 1998

Músicos:
Rui Júnior: Percussões e voz; Fernando Molina: Percussões e voz; António José Martins: percussões, teclas e voz; José Salgueiro: Percussões e voz; Rui Vaz: percussões, voz e sopros
Convidados: José Mário Branco, Amélia Muge
Outras participações:
Luís Sá Pessoa: Violoncelo, Nelson Oliveira: baixo electrico, João Matela: coro, Prof. António Ramos: voz, João Araújo: coro, André Barata: coro, João Carvalho: coro, Hugo Silva: coro, Paulo Santana: coro, Escola Primária nº4 da Falagueira: crianças (Anabela, António Pedro, Alexandre, Bruno Fernandes, João Fernando, Liliana Filipa, Marco António, Marta Susana, Miriam, Nuno Miguel e Ricardo Filipe)
Participação especial: Grupo de Batuque Finka-Pé
Temas
Musti - Rui Júnior (arranjos: Rui Jr e José Martins);
Intro-Malhoa - Rui Júnior e Mustapha El Iraki;
Afrodite - Rui Júnior e Amélia Muge (direcção de coros: José Martins) Tema de fusão com letra de Grabato Dias;
Incerteza - Rui Júnior e Mustapha El Iraki (arranjos: Rui Júnior);
Ela Ri-se - Rui Júnior (vocalizações: Amélia Muge) Arranjo de vozes: Amélia Muge e José Mario Branco;
Ó Tambor - Rui Júnior;
´68 - Grupo Finka-Pé;
O Caramileiro - Rui Júnior (vocalizações: Amélia Muge Arranjos: Rui Júnior, Amélia Muge e José Mario Branco;
Jiyra - Rui Júnior;
Mobby Dick - Rui Júnior e José Martins (arranjos: Rui Júnior);
Recolhimento - Rui Júnior;
5ª Feira - Rui Júnior (vocalizações: Amélia Muge);
Frase Feliz - Rui Júnior e Mustapha El Iraki (arranjos: Rui Júnior);
6ª Feira - Fernando Molina (Arranjos: Fernando Molina e Rui Júnior);
Fecho - Amélia Muge (arranjos: Rui Júnior e José Martins);
- O Mundo Não Quer Acabar - 1998[6]

produtor: Rui Júnior
Músicos: Rui Júnior: percussões; Fernando Molina: Percussões e voz; Mário Santos: bateria e percussões; Nuno Patrício: didjeridoo e percussões; João Luis Lobo: percussões; António José Martins: percussões e voz
Convidados: Amélia Muge: voz; José Peixoto: guitarra acústica; Mário Delgado: guitarra acústica; Alexandre Frazão: bateria;Daniel Nhelas: voz e tamá; Kabum: djembé; Sr. aurélio dos Santos: voz
Participação especial: Tocá Rufar Orquestra de Percussão
Temas
Nascente - Rui Júnior;
Sonho acordado - Rui Júnior;
Nortada - Rui Júnior;
Ó Malhão - Rui Júnior;
Nha Burrinhe - Rui Júnior;Mário Santos e Fernando Molina;
Foi Assim - Mário Santos e Alexandre Frazão;
O mundo não quer acabar - Rui Júnior;José Peixoto e Daniel Nhelas;
Em Certeza - Rui Júnior;
See Under X (part 1) - Rui Júnior;
See Under X (Calma de Maiorca) - Rui Júnior;
See Under X (Hollywood Hotline) - Rui Júnior;
Foz - Rui Júnior;
Assim Sim´s - Rui Júnior;